# 740 Park Avenue
740 Park Avenue ist ein Wohnhochhaus in Manhattan in New York City an der Park Avenue im Viertel Lenox Hill auf der Upper East Side.
Das Wohngebäude gilt als eine der elitärsten Adressen der Stadt. Hier wohnen sehr wohlhabende Bürger, wie die Vanderbilts, Rockefellers, Bouviers und Chryslers. Bauherr war James T. Lee, Großvater von Jacqueline Kennedy. Das Gebäude wurde 1929/30 nach Entwürfen von Rosario Candela und Arthur Loomis Harmon erbaut. Sie waren Partner im Büro von Shreve, Lamb and Harmon. Das Gebäude umfasst 31 Wohneinheiten. Die Art-déco-Fassade besteht aus Kalkstein.

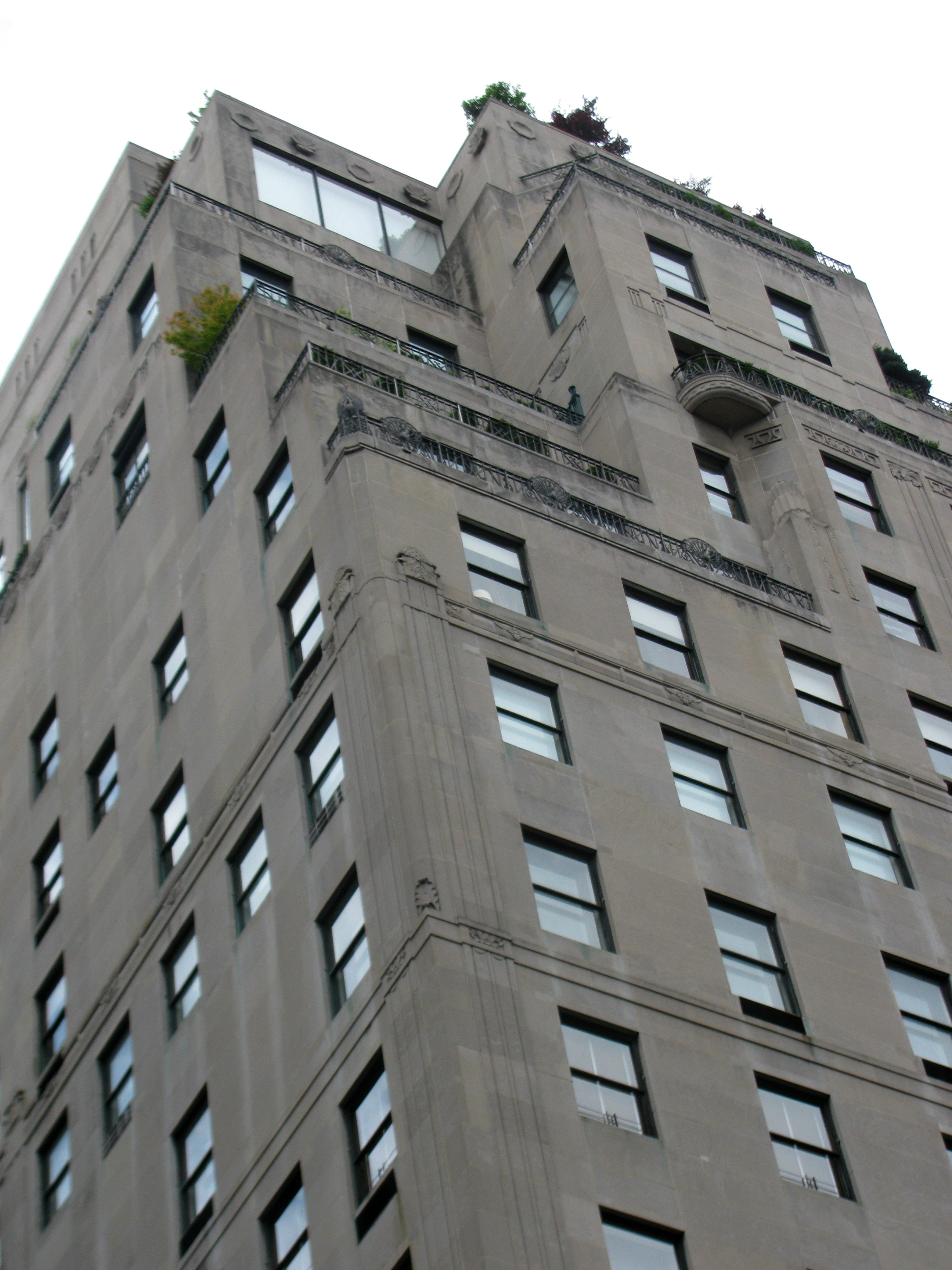
Detailaufnahme von 2013

## Bewohner (Auswahl)
- Rand Araskog – Industriemanager.
- Thelma Chrysler Foy – Erbin des Chrysler-Vermögens.
- David H. Koch – Vize-Präsident des Industriekonglomerats Koch Industries (eines der größten Privatunternehmen der Welt und Financier der Tea-Party-Bewegung), besaß seit 2005 eine Maisonette mit 18 Zimmern im 3. und 4. Stock, die $17 Millionen gekostet haben soll.[2]
- Jerzy Kosiński – Romancier.
- Ronald Lauder – Unternehmer.[2]
- Howard Marks – Vorsitzender von Oaktree Capital Management.
- Spyros Niarchos, der griechische Reeder (Niarchos Group)
- Jacqueline Kennedy Onassis – verbrachte in dem Haus ihre Kindheit.[2]
- Ronald Perelman – Investor.
- John D. Rockefeller, Jr. – der Erbe von Standard Oil (heute u. a. ExxonMobil), lebte von 1937 bis 1960 in einer Maisonette mit 24 Schlaf- und 12 Badezimmern.[2]
- Steven Ross – ehemaliger CEO von Time Warner.
- Stephen A. Schwarzman – einer der Geschäftsführer von Lehman Brothers, bevor er die Blackstone Group gründete, kaufte 2000 die Wohnung von Saul P. Steinberg für ca. $30 Millionen.[3]
- Saul Steinberg – Investor.[4]
- John Thain – höchstbezahlter CEO 2007, ehemaliger Vorsitzender der Investmentbank Merrill Lynch.[5]
- Vera Wang – US-amerikanische Modedesignerin chinesischer Abstammung, erbte eine Maisonette im neunten und zehnten Stock von ihrem Vater, Cheng Ching Wang.
- Electra Havemeyer Webb Kunstsammlerin.
- Julio Mario Santo Domingo kolumbianischer Unternehmer und Diplomat.
- Steven Mnuchin – Banker und Politiker.

## Filme
- 740 Park Avenue – Geld, Macht und der amerikanische Traum. Dokumentation, Deutschland/Dänemark, 2012, 55 Min. Regie: Alex Gibney, Erstsendung: 29. November 2012